# Артур Шопенхауер
Артур Шопенхауер (на немски: Arthur Schopenhauer) е германски философ.
Неговото най-известно произведение е „Светът като воля и представа“. Шопенхауер следва и развива философията на Имануел Кант, отнасяща се за начина, по който преживяваме нещата от живота. Неговата критика за Имануел Кант, изобретателни решения на проблемите в битието на хората и разяснение за границите на човешкото познание са сред от най-значимите му постижения. Метафизичната му теория е в основата на влиятелните му писания за психологията, естетиката, етиката и политиката, които вдъхновяват Фридрих Ницше, Рихард Вагнер, Лудвиг Витгенщайн, Зигмунд Фройд и др.

## Биография
Роден е на 22 февруари 1788 г. в Данциг, Прусия (днес Гданск, Полша), в семейството на богат търговец. Започва образованието си в Хамбург, където живее до пролетта на 1807 г. Внезапната смърт на баща му решително променя насоката на живота на неговото семейство. Докато майка му и по-малката му сестра се преместват във Ваймар, той остава в Хамбург, изучавайки изкуствата и естествените науки. По-късно в Гота и Ваймар се подготвя за кандидатстване в университет. През 1809 г. е приет в Гьотингенския университет, където изучава метафизика и психология при Готлоб Шулце, който го съветва да се съсредоточи върху Платон и Кант. От 1811 до 1813 г. учи в Берлинския университет, а в Рудолщат завършва дисертацията си и става доктор по философия в Йена. През май 1814 г. напуска Ваймар, където се е радвал на компанията и задълбочените разговори с Гьоте и ориенталиста Фридрих Майер, който го запознава с ученията на древните индуси.
Изучаването на Ведите и Упанишадите, заедно с философията на Платон и Кант, става основа на неговата собствена философска система. Той се премества да живее в Дрезден, където създава фундаменталния труд „Светът като воля и представа“, фокусирал задълбочените му занимания и размисли върху източната и западната философия. Завършва труда си през 1818 и го издава през следващата 1819 г. През същата година му се ражда извънбрачно дете, което умира.
През 1820 г. става лектор в Берлинския университет и съперничеството му с Хегел започва. В опит да срине студентската подкрепа към философията на Хегел, Шопенхауер нарочно насрочва лекциите си, така че те да са по едно и също време с тези на Хегел. Въпреки това само 5 студенти започват да следват лекциите на Шопенхауер и той отпада от академията. Никога повече не преподава в университет. Късното му есе „За университетската философия“ изразява неговото възмущение от университетската философия.
През 1831 г. Хегел и Шонепхауер напускат Берлин заради епидемия от холера. Хегел обаче се завръща преждевременно, заразява се и умира няколко дни по-късно. Тогава Шопенхауер се премества на юг и се заселва за постоянно във Франкфурт на Майн през 1833 г. Там той прекарва сам последните 27 години от живота си. Там създава двутомника „Парерга и Паралипомена“, плод на дългогодишни занимания и рефлексии върху историята на философията, парапсихологията, нещата от живота и практическата житейска мъдрост.
Умира на 21 септември 1860 година във Франкфрут на 72-годишна възраст.

## Философия
Според Шопенхауер волята е в основата на всички неща. До появата на човека имаме световна воля, а с появата му волята става представа. Тази воля е ирационална, без цел и посока, извън времето и пространството, извор на гигантска енергия. Тази воля може да бъде усетена в силата на природата. При човека това е волята за осъществяване на различни желания, което прави живота страдание, защото щом задоволим едно наше желание, веднага се появява ново.
Изходът е да прекъснем желанията, но без желания няма воля, следователно няма свят. Самоубийството също не е изход, защото то е един вид желание. Тогава, щом само се заблуждаваме, че сме щастливи, а в действителност не сме, ни остава единствено състраданието.
Шопенхауер използва аналогия между хората и таралежите, за да опише разбиранията си за състоянието на човешките взаимоотношения в обществото. Тази притча, станала известна като „дилемата на таралежите“, разказва за няколко таралежа, които се скупчват един до друг, за да се стоплят в студа и трябва да намерят такова разстояние помежду си, при което да усещат топлина без да се нараняват взаимно с бодлите си. Таралежите са принудени да жертват топлината заради спасението от болката. От тази притча Шопенхауер прави извода, че този, който има достатъчно собствена вътрешна топлина, може да избегне обществото и психологическата болка, която неминуемо следва от социалното взаимодействие.
Самият Шопенхауер се смята за будист; будисткото влияние е осезаемо в творчеството му.

### Теория на възприятието
През ноември, 1813 г, Гьоте кани Шопенхауер за изследване на своята теория на цветовете. Въпреки че Шопенхауер смята цветовата теория за дребен въпрос, той приема поканата в знак на уважение към Гьоте. Въпреки това, тези проучвания водят до някои от най-важните му открития в епистемологията: откриването на демонстрация за характера на причинността.
Кант открито признава, че скептичните нападки на Хюм предизвикват критическите изследвания в Критика на чистия разум. В нея той демонстрира, че причинността е известна априори. След като Г.Е Шулце обявява, че Кант може би не е опровергал скептицизма на Хюм, от тези, лоялни на проекта на Кант, зависи да докажат това твърдение.
Разликата между подходите на Кант и Шопенхауер е тази: Кант просто обявява, че емпиричното съдържание на възприятието е „даденост“ отвън, израз с който Шопенхауер често изразява несъгласие. Той, от друга страна, е зает с: това как получаваме това емпирично съдържание на възприятието; как е възможно да бъдат разбрани субективни усещания, ограничени до кожата ми, като обективно възприятие за неща, които се намират извън мен?